# Аброком (военачальник Артаксеркса II)
Аброком (др.-греч. Ἀβρόκoμας) — персидский военачальник конца V — начала IV веков до н. э.

## Биография
О происхождении Аброкома, согласно некоторым исследователям — сатрапа Сирии, античные источники не сообщают. Его тёзкой был сын персидского царя Дария I, погибший в 480 году до н. э. в битве с греками при Фермопилах. По замечанию учёных Н. В. Брагинской и А. Н. Коваль, древнеперсидской формой этого имени могла быть Apara-kāma — «желанный вторым» (сын). По мнению исследователя В. П. Орлова, Аброком мог принадлежать к царскому роду Ахеменидов. Не исключено, что он был сыном Дария II. Возможно, поэтому не случайно Ксенофонт, перечисляя военачальников, в 401 году до н. э. поддержавших Артаксеркса II в его борьбе с младшим братом Киром Младшим, называет имя Аброкома первым. Ранее Аброком собрал большую армию, чтобы вторгнуться в восставший Египет. Однако теперь его солдаты понадобились Артаксерксу для борьбы с Киром. Аброком предводительствовал воинами из Сирии и Финикии, а также греческими наёмниками, четыреста из которых перешли на сторону Кира. Кир считал Аброкома ненавистным себе человеком. Впрочем, тот по неназванным причинам (которые Дандамаев М. А. объясняет малодушием) пропустил Кира без боя через Киликийские проходы. А также, хотя и сжёг лодки, чтобы помешать переправе воинов Кира через Евфрат, опоздал к битве при Кунаксе на пять дней. Это может свидетельствовать о наличии возможных притязаний Аброкома на трон в случае гибели и Артаксеркса, и Кира.
По свидетельству Исократа, «знатнейшие из персов» Аброком, а также Тифравст и Фарнабаз возглавляли армию, отправленную для подавления мятежа в Египте. По замечанию антиковеда  Э. В. Рунга, Аброком был направлен на помощь двум другим полководцам, усилив тем самым командный состав. Однако эта кампания, имевшая место, видимо, в девяностых или восьмидесятых годах до н. э., окончилась полной неудачей для Ахеменидской державы.